# Estoloides grossepunctata
Estoloides grossepunctata är en skalbaggsart som beskrevs av Stefan von Breuning 1940. Estoloides grossepunctata ingår i släktet Estoloides och familjen långhorningar. Inga underarter finns listade i Catalogue of Life.